# Zosimos
Zosimos (în greacă Ζώσιμος) (n. cca. 460 - d. cca. 510) a fost un istoric antic de origine greacă care a trăit la Constantinopol. Opera sa Ιστορία Νέα (Historia Nova) descrie declinul imperiului roman. 